# John Whitaker
John Edwin Whitaker, MBE (* 5. August 1955 in Huddersfield) ist ein britischer Springreiter. Aufgrund der Vielzahl seiner Erfolge über Jahrzehnte hinweg wird er teilweise als lebende Legende bezeichnet.

## Karriere

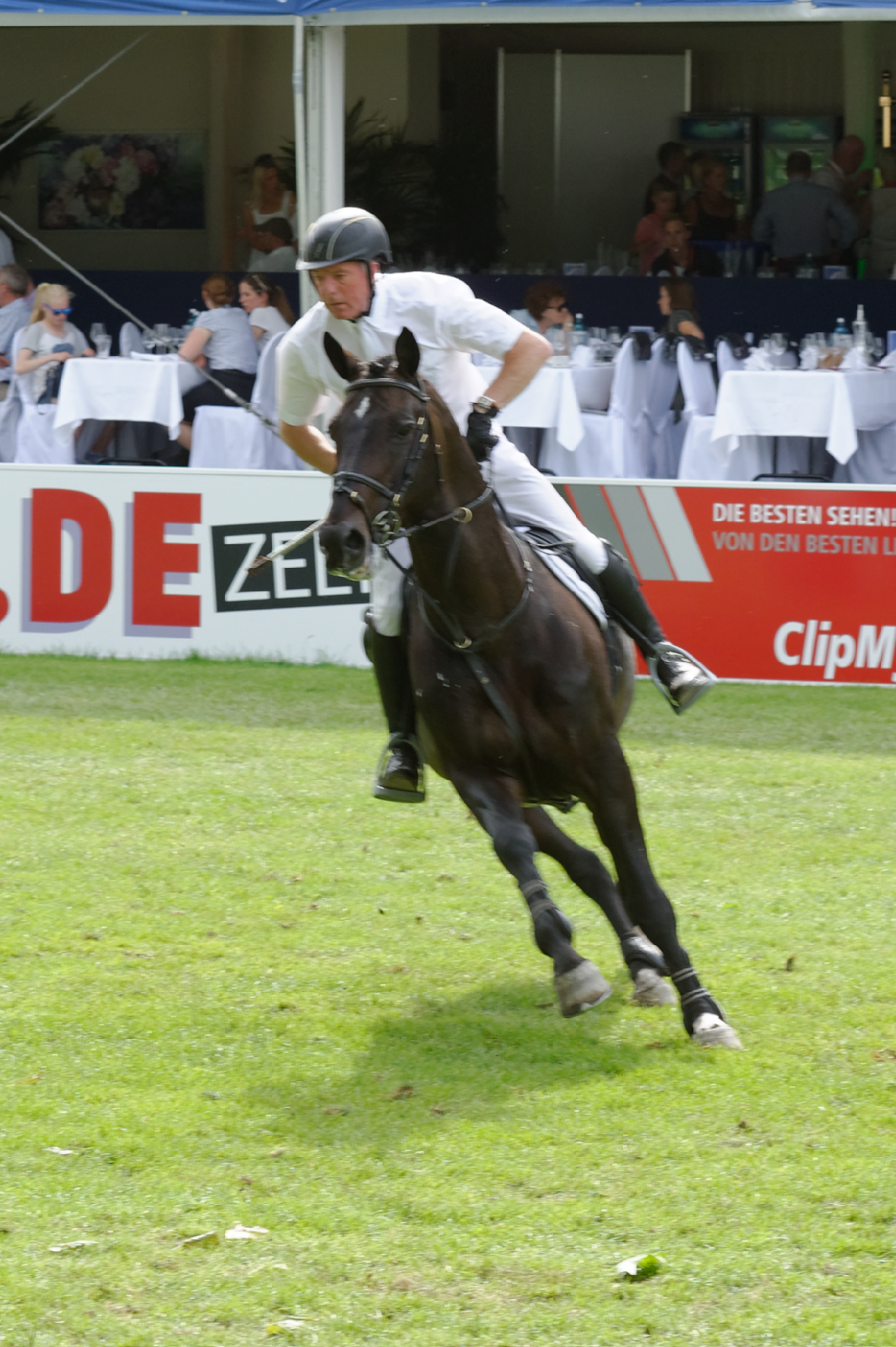
Beim Internationalen Pfingstturnier Wiesbaden 2014

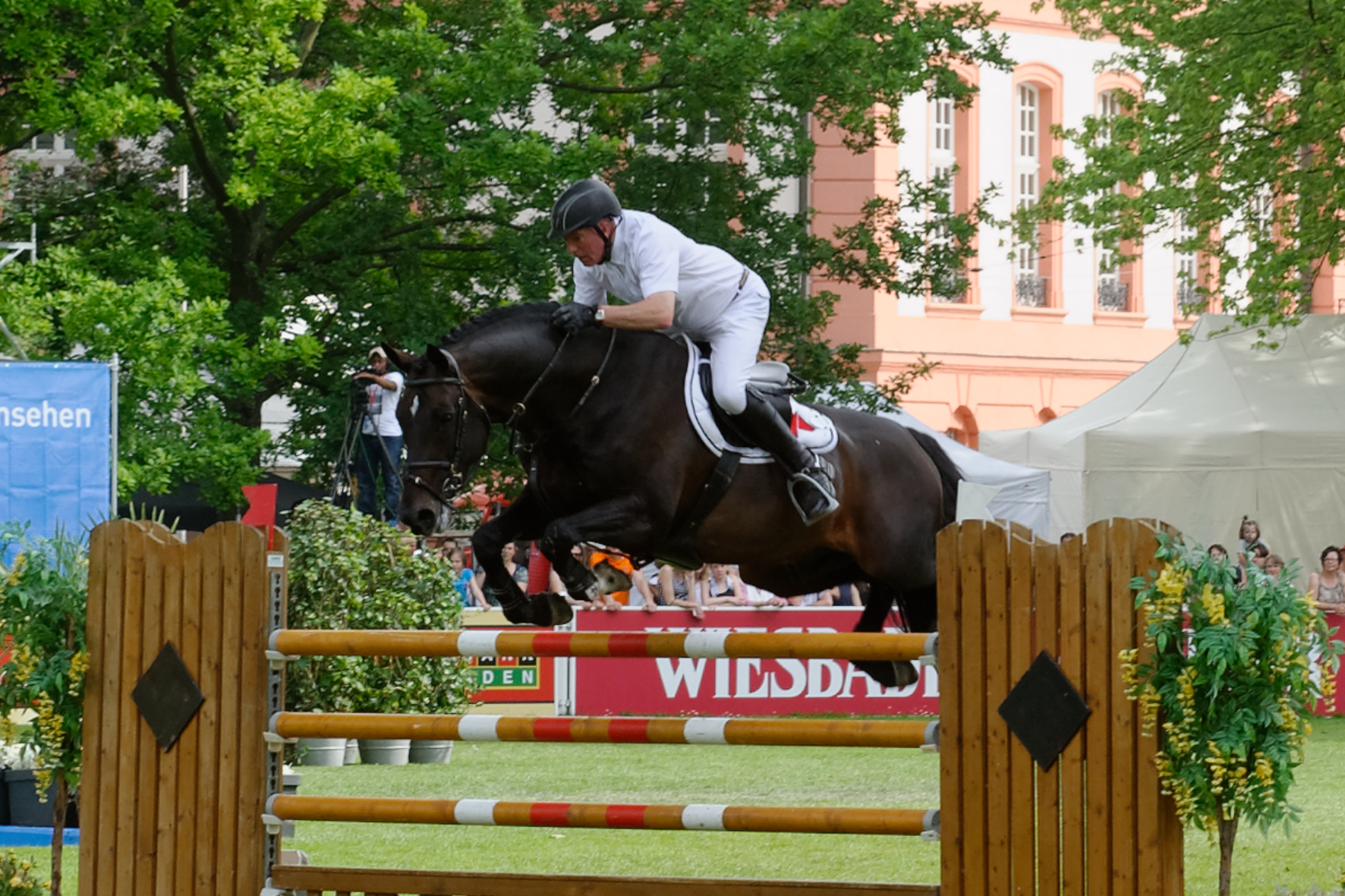
Beim Internationalen Pfingstturnier Wiesbaden 2014

Die Karriere von John Whitaker begann 1976 mit dem Gewinn der britischen Meisterschaft auf Ryan’s Son. Im Jahr 1979 wurde er mit Ryan’s Son Fünfter im ersten Weltcupfinale. Ebenso mit Ryan’s Son errang er die Einzel-Silbermedaille beim Internationaal Springruiterfestival 1980, dem Olympia-Ersatzwettbewerbe der boykottierenden Staaten.
Seine erfolgreichste Zeit hatte er Ende der 1980er bis Anfang der 1990er Jahre mit dem Schimmel Milton, mit dem er 1990 und 1991 den Weltcup gewann und 1987 Europameister wurde. 1988 galten Whitaker und Milton als Favoriten bei den Olympischen Spielen in Seoul, Miltons Besitzer allerdings erlaubten den Start nicht, da sie um die Gesundheit des Pferdes fürchteten.
Gemeinsam mit seinem Bruder Michael Whitaker (* 17. März 1960), Timothy Grubb und Steven Smith gewann er 1984 Mannschaftssilber bei den Olympischen Spielen in Los Angeles.
Bei den Olympischen Spielen 2000 in Sydney ritt er mit Calvaro Z ein Pferd seines Bruders Michael. Kurz darauf erlitt er bei einem Reitturnier in Schweden einen Hirnschlag, nach seiner Genesung stieg er allerdings gleich wieder in den Sattel. 2006 stürzte er beim Springderby in Hamburg schwer.
Bei den Olympischen Spielen 2008 in Peking musste er auf einen Start verzichten, da sich sein Pferd Peppermill im Vorfeld verletzt hatte.
Whitaker ist bekannt für seine Fähigkeit, sich auf neue Pferde einzustellen und diese nach nur wenigen Tagen in den schwierigsten Parcours vorne zu platzieren. Zudem reitet er seine Pferde so ökonomisch, dass sie noch im hohen Alter topfit im Spitzensport unterwegs sind.
Er gilt als bescheiden und aufgeschlossen und wird aufgrund der Tatsache, dass er bei Interviews sehr knappe und präzise Antworten gibt, oftmals fälschlicherweise als wortkarg bezeichnet.

## Ehrungen
1991 wurde John Whitaker mit dem Titel MBE geehrt.

## Privates
Er ist mit Clare Barr verheiratet, deren Vater das Pferd Ryan’s Son gehörte. Das Paar hat drei Kinder: Robert, Louise und Joanne. Sein Sohn Robert, sein Neffe William und seine Nichte Ellen sind ebenfalls international im Springsport erfolgreich.

## Pferde

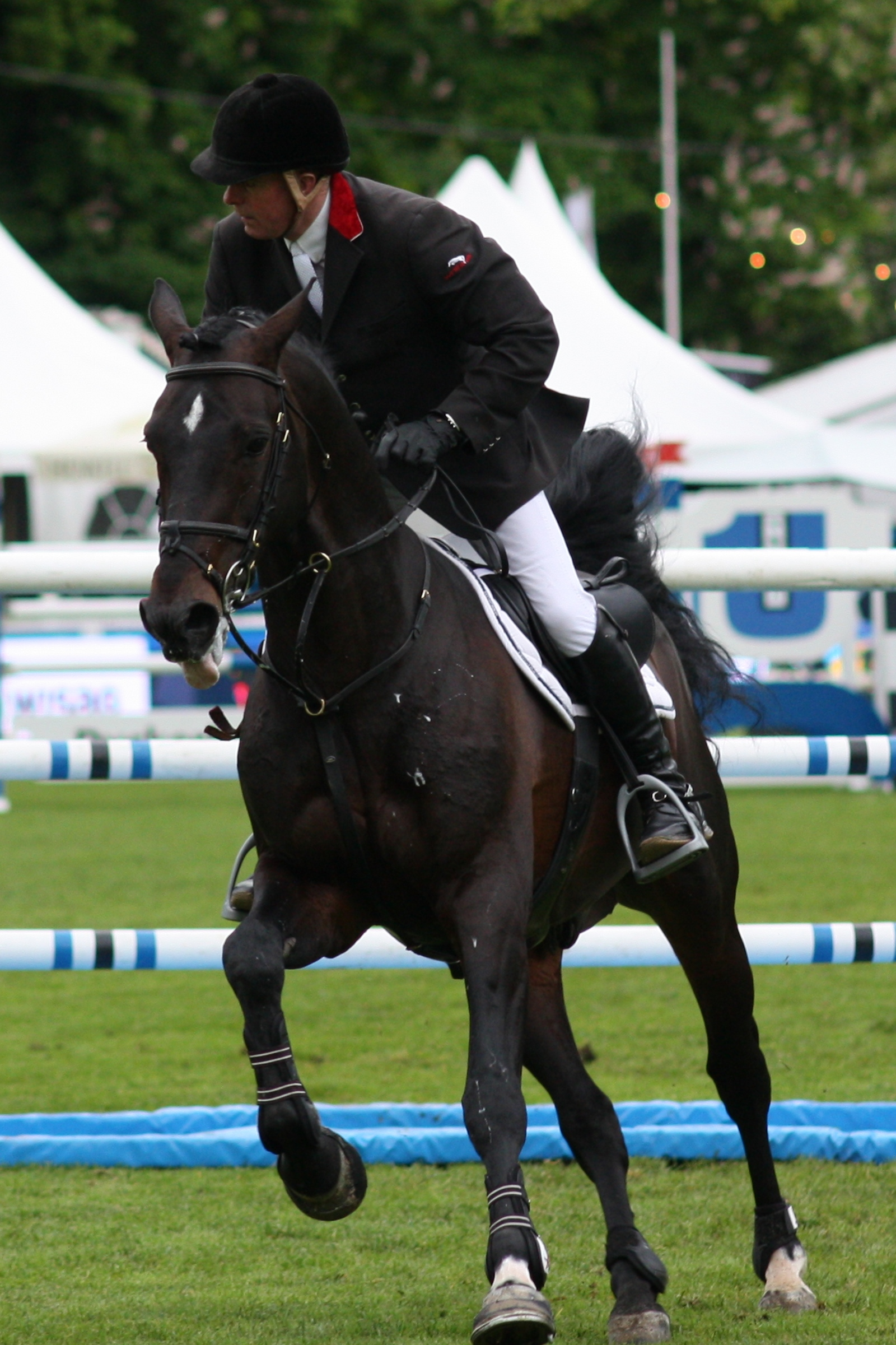
John Whitaker mit Argento beim CSI 5* Springen auf dem Internationalen Pfingstturnier Wiesbaden 2013

- Z7 Regal Don (* 2013), British Sport Horse Dunkelfuchs Hengst, Vater: Don van het Parelshof Z, Muttervater: Sebastian
- Cornets Olona (* 2017), brauner British Sport Horse Hengst, Vater: Cornet Obolensky, Muttervater: Indorado
- Sharid (* 2009), brauner Selle Français-Wallach, Vater: Toulon, Muttervater: Vacouleurs
- Equine America Unick du Francport (* 2008), brauner Selle Français-Wallach, Vater: Zandor Z, Muttervater: Helios de la Cour II
- Milton (* 1977; † 1999), Holländisches Warmblut, Schimmel-Wallach, Vater: Marius, Muttervater: Any Question, seit 1985, 1994 bei der Olympia London International Horse Show aus dem Sport verabschiedet
- Ryan’s Son (* 1968; † 1987), Brauner, irischer Halbblüter, Whitaker war 18 Jahre alt, als er ihn unter den Sattel bekam.[4]
- Hopscotch (* 1975; † 2003), Rheinischer Wallach
- Gammon (* 1977; † 2005) Oldenburger Wallach
- Welham (* 1980; † 2008), dunkelbrauner Wallach Britisches Warmblut, Vater: Hayrick xx, Muttervater: unbekannt
- Grannusch (* 1979; † 2007), Hannoveraner Fuchswallach, Vater: Grannus, Muttervater: Loewen AS, 1999 aus dem Sport verabschiedet
- Calvaro Z später in Calvaro F.C umbenannt, (* 1987; † 2009), brauner Holsteiner-Hengst, Vater: Caletto I, Muttervater: Capitol I, zuvor von Michael Rüping, Jos Lansink und Michael Whitaker geritten[5]
- Peppermill (* 1997), brauner KWPN-Hengst, Vater: Burggraaf, Muttervater: Voltaire; Züchter: W. Verstappen[6], zuletzt im November 2011 im internationalen Sport eingesetzt
- Utah van Erpekom (* 1997), belgischer Scheckhengst, Vater: Landetto, Muttervater: Calimero[7], die meisten Nachkommen aus dem Jahr 2007
- Argento (* 2002), dunkelbraunes Anglo Europäisches Sportpferd Hengst, Vater: Arko III, Muttervater: Gasper, seit Januar 2020 in Frankreich in der Zucht

## Erfolge
- Olympische Spiele[8]
  - 1984 in Los Angeles: Silbermedaille Mannschaft auf Ryan’s Son

- Olympia-Ersatzwettbewerbe der boykottierenden Staaten
  - 1980, Rotterdam: Silbermedaille Mannschaft und Silbermedaille Einzel auf Ryan’s Son

- Weltmeisterschaften[9][10]
  - 1982 in Dublin: Bronzemedaille Mannschaft, auf Ryan’s Son
  - 1986 in Aachen: Silbermedaille Mannschaft, auf Hopscotch
  - 1990 in Stockholm: Bronzemedaille Mannschaft, Silbermedaille Einzel auf Milton
  - 1998 in Rom: Bronzemedaille Mannschaft auf Heyman

- Weltcup[11]
  - Sieger 1990 und 1991 auf Milton

- Europameisterschaften[12][13]
  - 1983 in Hickstead: Silbermedaille Mannschaft, Silbermedaille Einzel Ryan’s Son
  - 1985 in Dinard: Goldmedaille Mannschaft, Bronzemedaille Einzel auf Hopscotch
  - 1987 in St. Gallen: Goldmedaille Mannschaft, Goldmedaille Einzel auf Milton
  - 1989 in Rotterdam: Goldmedaille Mannschaft
  - 1991 in La Baule: Silbermedaille Mannschaft
  - 1993 in Gijón: Silbermedaille Mannschaft
  - 1995 in St. Gallen: Silbermedaille Mannschaft
  - 1997 in Mannheim: Bronzemedaille Mannschaft

- CHIO Aachen
  - Sieger 1997 auf Welham